# Snow Angels
Pour plus de détails, voir Fiche technique et Distribution.
Snow Angels (Des anges dans la neige au Québec) est un film dramatique américain réalisé par David Gordon Green en 2007.

## Synopsis
Annie vit dans une petite ville de Pennsylvanie et élève seule sa fillette, tout en essayant tant bien que mal de refaire sa vie après s'être séparé difficilement de Glenn, son ex-mari, qui n'a pas renoncé à sa famille et tente de vaincre ses démons en s'abandonnant à la religion. Parallèlement, Arthur, adolescent timide dont Annie fut la baby-sitter et qui aujourd'hui travaille dans le même restaurant qu'elle, découvre l'exaltation et les tourments d'un premier amour auprès de la nouvelle élève de son école. Au fil de ce morne hiver, une tragédie mettra en évidence les liens obscurs qui unissent Arthur et Annie.

## Fiche technique
- Musique : Jeff McIlwain et David Wingo
- Direction musicale : Terry Quennell
- Producteurs: Dan Lindau, R. Paul Miller, Lisa Muskat et Cami Taylor
- Sociétés de production : Crossroads Films, Snow Blower Productions, True Love Productions
- Société de distribution : Warner Independent Pictures
- Budget : 1,5 million de dollars
- Langue : anglais
- Format : 2.35:1 - 35mm (anamorphose) - Son SDDS - Dolby Digital  - DTS

## Distribution
- Kate Beckinsale (VF : Laura Blanc ; VQ : Camille Cyr-Desmarais) : Annie Marchand
- Sam Rockwell (VQ : Gilbert Lachance) : Glenn Marchand
- Michael Angarano (VQ : Nicolas Bacon) : Arthur Parkinson
- Deborah Allen : May Van Dorn
- Jeanetta Arnette : Louise Parkinson
- Griffin Dunne (VQ : Pierre Auger) : Don Parkinson
- Olivia Thirlby (VQ : Catherine Bonneau) : Lila Raybern
- Connor Paolo (VQ : Xavier Dolan) : Warren Hardesky
- Nicky Katt (VQ : Daniel Picard) : Nate Petite
- Amy Sedaris (VQ : Marika Lhoumeau) : Barb Petite
- Gracie Hudson : Tara Marchand
- Peter Blais (VQ : Jean-René Ouellet) : M. Eisenstat
- Brian Downey (VQ : Aubert Pallascio) : Frank Marchand
- Brian Downey (VQ : Antoine Durand) : Inspecteur Burns
- Tom Noonan : Band Leader
- Pascal MacLellan : Lui-même

Source et légende : Version québécoise (VQ) sur Doublage Québec.

## Autour du film
- Snow Angels n'est sorti ni en salles ni en DVD en France.
- Le film fut tourné à Dartmouth et Halifax, en Nouvelle-Écosse (Canada)[3] de février à avril 2006[4].
- C'est grâce à son rôle dans Snow Angels que Kate Beckinsale fut engagé par le réalisateur Rod Lurie pour incarner le rôle principal de Le Prix du silence[5].
- Bien qu'ayant eu un succès commercial limité, Snow Angels a reçu de bonnes critiques avec 66 % de critiques positives sur Rotten Tomatoes, basé sur 107 commentaires[6] et 67 sur 100 sur Metacritic, basé sur 28 critiques.
- Sam Rockwell et Kate Beckinsale se retrouveront en 2009 pour Everybody's Fine.